# Pierre Durou
Pierre Louis André Durou est un acteur français né à Septfonds (Tarn-et-Garonne) le 23 octobre 1924 et mort à Villelongue-dels-Monts (Pyrénées-Orientales) le 17 novembre 2009.

## Biographie
Il fut à la fin de sa carrière un des membres de la troupe de comédiens que Jean-Pierre Mocky invitait dans ses films (1960-1970).

## Filmographie
- 1957 : Le Désert de Pigalle de Léo Joannon
- 1957 : En cas de malheur de Claude Autant-Lara
- 1957 : Montparnasse 19 de Jacques Becker
- 1957 : Tabarin de Richard Pottier
- 1957 : Thérèse Étienne de Denys de La Patellière
- 1958 : La Chatte d'Henri Decoin
- 1958 : Chéri, fais-moi peur de Jack Pinoteau
- 1958 : Christine de Pierre Gaspard-Huit
- 1958 : Pourquoi viens-tu si tard ? d'Henri Decoin
- 1958 : Un drôle de dimanche de Marc Allégret : Un homme dans la file d'attente du bus
- 1958 : Le Temps des œufs durs de Norbert Carbonnaux : Un homme ramenant des faux billets
- 1959 : Babette s'en va-t-en guerre de Christian-Jaque
- 1959 : Les Héritiers de Jean Laviron
- 1959 : Les Liaisons dangereuses 1960 de Roger Vadim
- 1959 : Une gueule comme la mienne de Frédéric Dard et Pierre Granier-Deferre
- 1959 : Rue des prairies de Denys de La Patellière
- 1960 : Le Capitan d'André Hunebelle
- 1960 : Samedi soir de Yannick Andréi
- 1960 : Un couple de Jean-Pierre Mocky
- 1960 : Vive Henri IV, vive l'amour de Claude Autant-Lara
- 1960 : La Vérité d'Henri-Georges Clouzot : Un gendarme
- 1961 : Les Amours célèbres de Michel Boisrond (sketch Les Comédiennes)
- 1961 : Les Livreurs de Jean Girault
- 1961 : Snobs ! de Jean-Pierre Mocky : Le boxeur, Ernest Lesourd
- 1962 : Le Gentleman d'Epsom (Les Grands Seigneurs) de Gilles Grangier : Un turfiste
- 1963 : Un drôle de paroissien de Jean-Pierre Mocky - Le sacristain mécontent
- 1964 : La Cité de l'indicible peur (La Grande Frousse) de Jean-Pierre Mocky : Le contrôleur S.N.C.F
- 1965 : La Bourse et la Vie de Jean-Pierre Mocky : Le garçon de café
- 1967 : Les Compagnons de la marguerite, de Jean-Pierre Mocky : Émile
- 1968 : La Grande Lessive (!) de Jean-Pierre Mocky : Le facteur
- 1969 : L'Étalon de Jean-Pierre Mocky : Le capitaine Mathieu
- 1971 : L'Albatros de Jean-Pierre Mocky : Le conducteur de la camionnette

## Théâtre
- 1960 : L'Idiote de Marcel Achard, mise en scène Jean Meyer, Théâtre Antoine